# Árvore (Vila do Conde)
Árvore es una freguesia portuguesa del municipio de Vila do Conde, con 6,26 km² de superficie y 7000 habitantes (2001). Su densidad de población es de 680,7 hab/km².